# Zdzisław Łyszczarz
Zdzisław Łyscarz (ur. 24 stycznia 1927 w Częstochowie, zm. 28 listopada 1984) – polski piłkarz występujący na pozycji pomocnika w polskich klubach Skra Częstochowa i Legia Warszawa.

## Kariera klubowa
W latach 1945–1948 występował w barwach Skry Częstochowa. W 1946 drużyna wygrała rozgrywki ligi okręgowej i doszła do 1/8 finału Mistrzostw Polski. W 1947 Skra zajęła 7 miejsce w grupie, przez co nie awansowała do I ligi. W 1948 r. przeszedł do Lublinanki. W latach 1949–1951 Łyszczarz rozegrał 24 mecze w pierwszoligowym zespole Legii Warszawa. W latach 1952–1958 grał ponownie w częstochowskiej Skrze.  

## Sukcesy

### Klubowe

#### Skra Częstochowa
- 1/8 finału Mistrzostw Polski: 1946